# Мікоплазма
Мікоплазма (Mycoplasma) — рід дуже маленьких бактерій, що не мають клітинної стінки. Мікоплазми можуть бути паразитами або сапрофітами. Належать до відділу Firmicutes, класу Mollicutes, представники якого мають багато відмінностей від решти бактерій. Декілька видів — патогени людини, зокрема Mycoplasma pneumoniae, який є збудником респіраторного мікоплазмозу та одним з численних збудників пневмонії, і Mycoplasma genitalium, яка спричинює запальні хвороби статевих органів. Вони стійкі до антибіотиків, які спрямовані на порушення синтезу клітинної стінки, подібно до пеніциліну.